# Rock Hill (Jižní Karolína)
Rock Hill je město v okresu York County ve státě Jižní Karolína ve Spojených státech amerických. Jde o páté nejlidnatější město v Jižní Karolíně a čtvrté nejlidnatější město v metropolitní oblasti kolem města Charlotte ležícího již v Severní Karolíně. Od města Charlotte leží asi 40 kilometrů jižně, od největšího města v Jižní Karolíně, Columbia, pak 110 kilometrů severně. Leží nedaleko řeky Catawba. 
K roku 2023 zde žilo 74 372 obyvatel. S celkovou rozlohou 114km² byla hustota zalidnění 657 obyvatel na km². Založeno bylo v roce 1852. Leží v nadmořské výšce asi 206 m n. m. Ve městě sídlí tři vysoké školy včetně Winthrop University. Nachází se zde rovněž pobočka knihovny York County. Město bylo pojmenováno po kamenném kopci, který se v oblasti nacházel v době, kdy se v okolí stavěla železnice. Ve městě převládá vlhké subtropické podnebí.